# La Pluie sans parapluie
Albums de Françoise Hardy
La Collection 62 - 66
(2009) L'Amour fou
(2012)
La Pluie sans parapluie, est le vingt-sixième album de la chanteuse Françoise Hardy. L’édition originale est parue en France, le 24 mars 2010. Il a été édité en France et à l'étranger

## Mise en perspective de l'album
Deux ans après avoir écrit son autobiographie, Françoise Hardy se met en quête de mélodies à partir de janvier 2009.

« Dans une chanson, je pars toujours d'une mélodie qui va se prêter à mes émotions. […] Je parle donc des mêmes sujets depuis plus de quarante ans : de la solitude, des fantasmes qui ne se concrétisent pas... »

La chanteuse signe les textes d’une dizaine de chansons sur les musiques proposées par des complices faisant partie de son univers : Ben Christophers, Pascale Daniel, Alain Lubrano, qui lui apporte des rythmes pop-rock, Thierry Stremler et de nouveaux venus : Calogero et Gioacchino Maurici, Fouxi.
De plus, trois auteurs-compositeurs ont pris l’initiative d’apporter leur contribution avec paroles et musique : La Grande Sophie, Arthur H et Jean-Louis Murat.
D’après les dires de Françoise Hardy, ce disque fut l’un des plus difficiles et des plus éprouvants à faire. Prévu pour être enregistré à New York, la production fut initialement assurée par Mark Plati. À la suite d’un malentendu, la chanteuse décide d’arrêter cette collaboration. Finalement les enregistrements se font avec différents réalisateurs dans plusieurs studios parisiens.
À partir du 9 février 2010, soit sept semaines avant la sortie de l’album, la chanson Noir sur blanc est simultanément diffusée par les radios et mis en vente au format numérique (mp3). Les interviews promotionnelles (presse, radio, télévision) s’enchaînent.
Les critiques sont quasi unanimes pour saluer ce nouvel opus.
Les 13 chansons de l’album sont disponibles en téléchargement numérique, dès le 20 mars. Champ d'honneur est le 2e titre diffusé sur les ondes à partir du 31 mai. La Pluie sans parapluie, est le 3e titre diffusé à partir du 30 octobre.
L'album est certifié  Or (50 000 exemplaires vendus), par le Syndicat national de l'édition phonographique (SNEP), le 21 décembre 2010.

## Genèse des chansons[5]
- Noir sur blanc : C'est Calogero qui a pris l’initiative de lui faire parvenir la mélodie[6]. Parce qu'il y avait une difficulté dans les ponts, Françoise Hardy fait d'abord appel à Zazie pour écrire les paroles mais le résultat ne fut pas probant. Elle se tourne alors vers Patrick Loiseau[7] qui a immédiatement pensé à poser les mots « noir sur blanc » sur les fameux ponts. Cependant, le texte qu’il lui fait parvenir, étant tourné vers le passé, ne convainc pas l’intéressée. La dynamique de la musique la projetant, au contraire, dans le présent et dans l'avenir, elle en remanie le texte[8].
- La Pluie sans parapluie : Bien avant la préparation de l’album, Alain Lubrano avait fait écouter à Françoise Hardy (à travers MySpace) un titre d’une chanteuse allemande nommée Fouxi. Quand la production du disque démarra, Hardy demanda à réécouter la chanson. Entre-temps, Fouxi venait de sortir un album incluant la chanson. Malgré ce contretemps, et après avoir entendu sa version, elle décide, avec l’accord de son auteur, d’en réécrire les couplets dans le respect de l'esprit de la chanson. De son côté, la maison de disques, séduite par le titre, décrète qu’il est le plus approprié pour nommer l’album.
- Les Pas : Écrite après la mort d'Alain Bashung, qui avait participé à l'album de duos (Parenthèses…), sorti en 2006.
- Je ne vous aime pas : L’écriture de cette chanson fut déclenchée après l’écoute d’une interview radiophonique de Danielle Darrieux qui évoquait le tournage du film de Max Ophüls, Madame de..., sorti en 1953, et la réplique faite à l’homme dont l’héroïne est amoureuse : « Je ne vous aime pas, je ne vous aime pas, je ne vous aime pas ! ».
- Mister : Choisie parmi plusieurs chansons de La Grande Sophie. Cette dernière avait contactée Françoise Hardy après avoir appris qu’elle appréciait beaucoup sa chanson, Quelqu'un d'autre[9]. Intitulée à l’origine, Le Mystère de Mister, le titre fut changé à cause de Mister Mystère, nom donné à l'album de -M-, sorti en 2009.
- Memory Divine : Alors que le travail de studio était presque achevé, Jean-Louis Murat lui envoie quatre chansons, dont une en anglais. Enthousiasmée par cette dernière, Françoise Hardy tient à l’enregistrer malgré les impératifs de bouclage de l'album. Malgré le souhait de la maison Virgin, Murat refuse qu’une traduction française en soit faite.
- Un cœur éclaté : Cette chanson qui brosse le portrait d'un homme blessé, évoque quelque peu le personnage masculin du roman de la romancière britannique Rosamond Lehmann : Le Jour enseveli (The Echoing Grove), publié en 1953.
- L'Autre côté du ciel : Partant du titre d’un texte écrit en espagnol par Pascale Daniel : La mitad del cielo, Françoise Hardy décrit le cauchemar qu’elle faisait quand elle était petite fille. « je me suis souvent demandé si, quand on mourrait, ce n’était pas ce qui se passait ».

## Édition originale de l'album
- France, 24 mars 2010 : Disque compact (jewel case), La Pluie sans parapluie, Virgin Music/EMI Music France (5 099962 764322).

### Crédits
- Livret : 12 pages.
  - Photographie de couverture, réalisée par Benoît Peverelli.
  - Photographies en pages intérieures, réalisées par Gilles-Marie Zimmermann.
  - Artwork réalisé par Jean-Louis Duralek.
- Masterisation :
  - Dominique Blanc-Franchard, studio Labomatic, Paris.
  - Jean-Pierre Chalbos, La Source mastering, Courbevoie.
- Musiciens :
  - Cordes : Quatuor Euromusic (1-2-7-8) – Christophe Briquet (1-2-7-8) – Yann Harleaux (1-2-7-8).
  - Basse : Calogero (1), Laurent Vernerey (2), Mark Plati (3), Marcello Giuliani (4-5-6-7-9-11-12-13), Marc Perrier (8), Jean-Louis Murat (10).
  - Batterie : Philippe Entressangle (1-9-11-12), Bill Dobrow (3), Alberto Malo (5-6-7), Édith Fambuena (9), Christophe Pie (10).
  - Clavecin : Thierry Stremler (2).
  - Contrebasse : Marcello Giuliani (13).
  - Guitare : Pierre Jaconelli (1).
  - Guitare acoustique : Mark Muller (3), Alain Lubrano (3-4-6-7), Édith Fambuena (4-5-9-12-13), François Poggio (7), Khalil Chahine (8), Jean-Louis Murat (10).
  - Guitare électrique : Gerry Leonard (3-4), Édith Fambuena (4-5-6-9-11-12-13), Alain Lubrano (4-6), Mark Muller (7), Jean-Louis Murat (10).
  - Piano : Alain Lanty (1), Thierry Stremler (2), Benoît Corboz (6-12-13), Jeff Levine (7), Khalil Chahine (8), Jean-Louis Murat (10), Alain Lubrano (12).
  - Piano électrique Fender Rhodes : Benoît Corboz (4).
  - Piano électrique Wurlitzer : Alain Lubrano (11).
  - Synthétiseur : Peter Van Poehl (12).
  - Chœur : Calogero (1), Fouxi (4), Jean-Louis Murat (10).

### Liste des chansons
| No  | Titre                                               | Paroles                                     | Musique                                     | Réalisation                                         | Durée |
| --- | --------------------------------------------------- | ------------------------------------------- | ------------------------------------------- | --------------------------------------------------- | ----- |
| 1.  | Noir sur blanc                                      | Françoise Hardy et Patrick Loiseau          | Calogero et Gioacchino Maurici              | Dominique Blanc-Francard et Calogero                | 3:31  |
| 2.  | Mieux le connaître                                  | Françoise Hardy                             | Thierry Stremler                            | Thierry Stremler                                    | 2:30  |
| 3.  | Champ d'honneur                                     | Françoise Hardy                             | Alain Lubrano                               | Alain Lubrano                                       | 3:03  |
| 4.  | La Pluie sans parapluie                             | Fouxi et Françoise Hardy                    | Fouxi                                       | Alain Lubrano                                       | 4:33  |
| 5.  | Les Pas                                             | Françoise Hardy                             | Alain Lubrano                               | Alain Lubrano                                       | 3:21  |
| 6.  | Le Temps de l'innocence                             | Françoise Hardy                             | Alain Lubrano                               | Alain Lubrano                                       | 3:24  |
| 7.  | Je ne vous aime pas (en hommage à Danièle Darrieux) | Françoise Hardy                             | Alain Lubrano                               | Alain Lubrano                                       | 3:17  |
| 8.  | Esquives                                            | Françoise Hardy                             | Ben Christophers                            | Khalil Chahine                                      | 2:50  |
| 9.  | Mister                                              | La Grande Sophie                            | La Grande Sophie                            | Édith Fambuena et Marcello Giuliani                 | 3:36  |
| 10. | Memory Divine                                       | Jean-Louis Murat alias Jean-Louis Bergheaud | Jean-Louis Murat alias Jean-Louis Bergheaud | Jean-Louis Murat                                    | 3:31  |
| 11. | Un cœur éclaté (en hommage à Rosamond Lehmann)      | Françoise Hardy                             | Pascale Daniel                              | Alain Lubrano                                       | 3:42  |
| 12. | L'Autre côté du ciel                                | Françoise Hardy                             | Pascale Daniel                              | Marcello Giuliani, Alain Lubrano et Peter Van Poehl | 3:01  |
| 13. | Les mots s'envolent                                 | Arthur H                                    | Arthur H                                    | Édith Fambuena et Bénédicte Schmitt                 | 3:13  |

## Discographie liée à l’album
Abréviations désignant les différents types de supports d'enregistrements
LP (Long Playing) = Album sur disque 33 tours (vinyle)
CD (Compact Disc) = Album sur disque compact
CDS (Compact Disc Single) = Disque compact, 1 titre

### Premières éditions françaises

#### Album sur disque 33 tours (vinyle)
- 10 avril 2010 : LP, La Pluie sans parapluie, Virgin Music/EMI Music France (5099963358513).

#### Disques promotionnels
Destinés à la promotion de l’album, ces disques sont exclusivement distribués dans les médias (presses, radios, télévisions…), et portent la mention « Échantillon promotionnel. Interdit à la vente ».

### Réédition française

#### Album sur disque compact
- 2016 : CD (jewel case), La Pluie sans parapluie, Parlophone (5099962764322).

### Premières éditions étrangères

#### Album sur disque compact
- Allemagne, 2010 : CD, La Pluie sans parapluie, Virgin/EMI (5099962764322).
- Belgique, 2010 : CD, La Pluie sans parapluie, Virgin/EMI (5099962764322).
- Québec, 2010 : CD, La Pluie sans parapluie, Virgin/EMI (5099962764322).
- Royaume-Uni, 2010 : CD, La Pluie sans parapluie, Virgin/EMI (5099962764322).
- Suisse, 2010 : CD, La Pluie sans parapluie, Virgin/EMI (5099962764322).
- Taïwan, 2010 : CD, La Pluie sans parapluie, Virgin/EMI (5099962764322).